# Kim Meylemans
Kim Meylemans (* 7. März 1996 in Amberg) ist eine deutsch-belgische Skeletonpilotin. Nachdem sie für Deutschland 2012 an den Olympischen Jugend-Winterspielen teilgenommen hatte, nahm sie 2018 für Belgien an den Olympischen Winterspielen teil.

## Werdegang

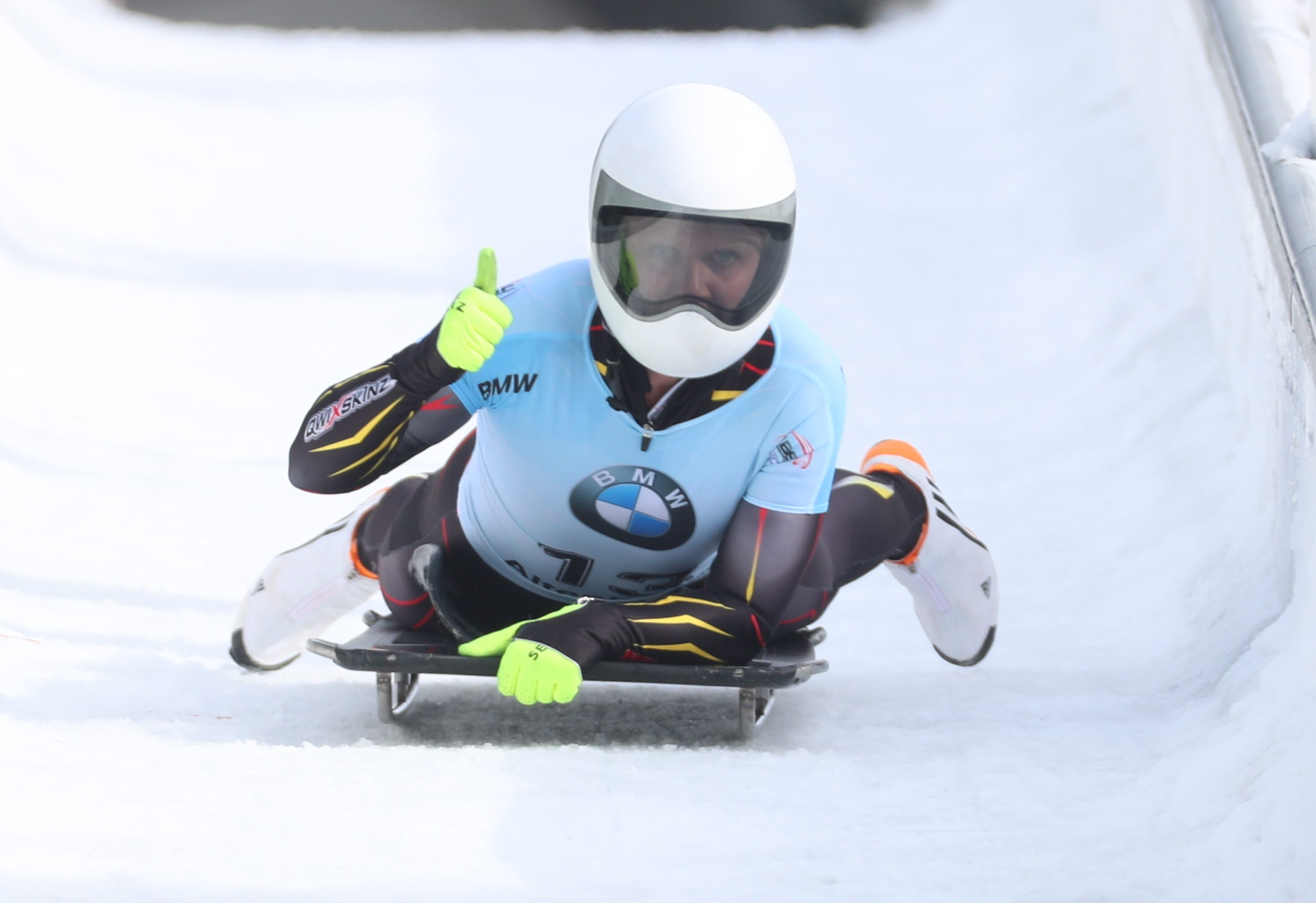
Kim Meylemans bei den Bob- und Skeleton-Weltmeisterschaften 2020 in Altenberg

Nachdem sie in ihrer Kindheit und Jugend erst Fußball gespielt hatte, begann sie 2009 mit den Skeletonsport und bereits im Jahr 2011 nahm sie erstmals an den deutschen Meisterschaften teil und belegte dabei den 13. Platz in Königssee. Zu Beginn der Saison 2011/12 startete sie als eine von zwei Deutschen bei den europäischen Qualifikationsrennen für die olympischen Jugend-Winterspiele. Sowohl bei den beiden Rennen in Innsbruck als auch bei den beiden Rennen in Winterberg belegte sie jeweils hinter ihrer Teamkollegin Jacqueline Lölling den zweiten Platz und qualifizierte sich so für die Olympischen Jugend-Winterspiele 2012. Vor der Teilnahme an diesen Spielen startete sie am 30. Dezember 2011 bei den deutschen Meisterschaften 2012 auf der Bobbahn Winterberg Hochsauerland und belegte den siebten Platz.
Am 9. Dezember 2011 debütierte sie im Skeleton-Europacup und belegte bei den Rennen in Altenberg den siebten Platz. Einen Tag später belegte sie beim zweiten Rennen auf der Rennschlitten- und Bobbahn Altenberg den sechsten Platz. Am 8. Januar 2020 konnte sie in Innsbruck ihren ersten Sieg feiern. Sie siegte auf der Olympia Eiskanal Igls vor der Britin Elizabeth Yarnold und Sophia Griebel aus Deutschland. Am Ende der Saison belegte sie in der Gesamtwertung des Europacups mit 191 Punkten den 10. Platz, obwohl sie nur an vier von acht Rennen teilgenommen hat. Am 21. Januar nahm sie für den DOSB an den Skeleton-Wettbewerb bei den Olympischen Jugend-Winterspielen 2012 in Innsbruck teil und belegte den fünften Platz.
Vor der Saison 2012/13 belegte sie bei den deutschen Meisterschaften in Altenberg den elften Platz. In der Saison 2012/13 startete sie zum Anfang im Skeleton-Europacup und belegte am 24. November 2012 bei deutschen Dreifachsieg in Königssee hinter Lena Joch und Sarah Sartor den dritten Platz. Auch am 12. Januar 2013 belegte sie bei den beiden Wettbewerben in Innsbruck, wo jeweils nur ein gefahren wurde, jeweils den dritten Platz hinter ihrer Landfrau Maxi Just und der Russin Elina Galijewa. Am Ende der Saison belegte sie mit 335 Punkten den fünften Platz in der Gesamtwertung des Europacups. Zudem gab sie am 7. März 2013 ihr Debüt im Nordamerikacup und belegte bei dem Rennen in Lake Placid den siebten Platz und einen Tag später belegte sie erneut den siebten Platz.
Vor der Saison 2013/14 belegte sie in Königssee bei der deutschen Meisterschaft den neunten Platz und startete danach im Europacup 2013/14. Am 23. November 2013 belegte sie bei dem Europa-Cup-Rennen in Altenberg bei den deutschen Dreifachsieg hinter Tina Hermann und Maxi Just den dritten Platz. Am 17. Dezember 2013 konnte sie in Winterberg ihren zweiten Sieg im Europacup einfahren und siegte dabei vor ihren Teamkolleginnen Maxi Just und Anna Fernstädt. Ihren letzten Podestplatz in der Saison konnte sie am 11. Januar 2014 auf der Kunsteisbahn Königssee einfahren als sie hinter Anna Fernstädt und Maxi Just den dritten Platz belegte. In der Gesamtwertung des Europacups belegte sie mit 396 Punkten hinter ihren beiden Teamkolleginnen Anna Fernstädt und Maxi Just den dritten Platz.
Zur Saison 2014/15 wechselte Kim Meylemans vom BSD zum belgischen Verband und lebt mittlerweile in Neeroeteren, einem Ortsteil der Stadt Maaseik in Limburg. Ihr Debüt für Belgien gab sie am 21. November 2014 im Skeleton-Europacup. Beim Wettbewerb in Lillehammer belegte sie hinter Kendall Wesenberg aus den USA und vor Anastassija Schlapak aus Russland. Einen Tag später belegte beim zweiten Rennen erneut den zweiten Platz und diesmal hinter der Russin Renata Chusina und vor der Russin Anastassija Schlapak. Eine Woche später gab sie in Königssee ihr Debüt im Intercontinentalcup und belegte dabei auf der Kunsteisbahn Königssee den achten Platz. Am 6. Dezember 2014 erreichte sie mit dem fünften Platz in Winterberg ihr bestes Ergebnis im Intercontinentalcup. Am 22. Januar 2014 belegte sie beim Europacup in Innsbruck hinter ihrer ehemaligen Teamkollegin Jacqueline Lölling und der Russin Anastassija Schlapak den dritten Platz. Am Ende der Saison belegte sie in der Europacup-Gesamtwertung, obwohl sie nur an vier von acht Wettbewerb teilnahm, mit 230 Punkten den achten Platz. Durch ihre Ergebnisse in der Saison konnte sie sich erstmals für die Bob- und Skeleton-Weltmeisterschaften, welche 2015 auf der Bobbahn Winterberg Hochsauerland stattfand, qualifizieren und belegte dabei nach vier Plätzen den 19. Platz.
Durch ihre Leistungen aus der Vorsaison konnte Kim Meylemans für den belgischen Verband einen Quotenplatz im Weltcup 2015/16 sichern und startete direkt beim ersten Weltcup der Saison in Altenberg am 27. November 2015 und konnte bei ihren Debüt mit dem neunten Platz direkt ein Top-Ten-Platz belegen. Dieses Ergebnis konnte sie sowohl in Königssee, wo sie am 11. Dezember 2015 den siebten Platz belegte, als auch in Park City, wo sie am 16. Januar 2016 den achten Platz belegte, bestätigen. Zum zweiten Mal in ihre Karriere nahm sie an den Weltmeisterschaften teil, welche 2016 in Innsbruck ausgetragen wurden. Nach vier Laufen belegte sie auf der Olympia Eiskanal Igls den achten Platz. Am Ende der Saison belegte sie im Gesamtweltcup mit 1082 Punkten den zehnten Platz.
In der Saison 2016/17 belegte sie bei der Europameisterschaft, welche Race-in-Race mit dem Weltcup in Winterberg ausgetragen wurde, den neunten Platz, während sie in der Weltcup-Wertung nur den 14. Platz belegte. Am 27. Januar 2017 belegte sie bei dem Weltcup in Königssee den sechsten Platz. An dieses gute Ergebnis konnte sie auch bei den Weltmeisterschaften 2017, welche ebenfalls in Königssee ausgetragen wurden anknüpfen. Nach vier Läufen belegte sie mit dem fünften Platz auf der Kunsteisbahn Königssee ihr bestes Karriereresultat bei einer Weltmeisterschaft. Nachdem sie zum Abschluss beim Weltcup in Pyeongchang am 17. März 2017 den 16. Platz belegte, beendete sie die Saison im Gesamtweltcup auf dem 15. Platz.
In der olympischen Saison 2017/18 konnte Kim Meylemans zum ersten Mal in ihrer Karriere ein Top-Fünf-Resultat im Weltcup erzielen. Bei dem Rennen in Whistler belegte sie am 24. November 2017 den fünften Platz, nachdem sie bereits am 18. November 2017 in Park City mit dem neunten Platz ein Top-Ten-Resultat erzielt hat. Am Ende der Saison belegte sie im Gesamtweltcup mit 960 Punkten den 13. Platz. Zudem konnte sie sich für die Olympischen Winterspiele 2018 in Pyeongchang qualifizieren und wurde vom belgischen Olympischen und Interföderalen Komitee für die Spiele nominiert. Nach vier Läufen belegte sie im Olympic Sliding Centre den 14. Platz.
In der nacholympischen Saison 2018/19 ging Kim Meylemans sowohl im Intercontinentalcup als auch im Weltcup an den Start. Am 23. und 24. November 2018 konnte sie bei den beiden Wettbewerben in Winterberg ihr bestes Ergebnis im Intercontinentalcup egalisieren und belegte jeweils den fünften Platz in der Veltins-Eisarena. Am 3. Dezember 2019 nahm sie erstmals an einer Skeleton-Juniorenweltmeisterschaft teil und sicherte sich bei der Juniorenweltmeisterschaft 2019 in Königssee hinter Anna Fernstädt aus Tschechien und vor Ashleigh Fay Pittaway aus dem Vereinigten Königreich die Silbermedaille. Am Ende der Saison belegte sie im Intercontinentalcup, wo sie vier von acht Rennen bestritt mit 344 Punkten den 15. Platz und im Weltcup, wo sie sieben von acht Rennen absolvierte, belegte sie den 14. Platz. Zum Saisonabschluss nahm sie an den Weltmeisterschaften 2019 in Whistler teil und belegte dabei nach vier Läufen im Whistler Sliding Centre den 20. Platz.
Nachdem sie in der Vorsaison keinen Top-Ten-Platz erzielen konnte, belegte Kim Meylemans direkt zum Saisonauftakt am 7. Dezember 2019 in Lake Placid mit dem achten Platz ein Top-Ten-Resultat, welches sie eine Woche später beim zweiten Wettbewerb auf der Olympia-Bobbahn Mount Van Hoevenberg mit den achten Platz bestätigen konnte. In Sigulda konnte sie am 16. Februar 2020 zum zweiten Mal mit dem fünften Platz eine Top-Fünf-Platzierung im Weltcup erzielen. Im Weltcup-Rennen wurde Race-in-Race auch die Europameisterschaft ausgetragen, bei welcher sie ebenfalls den fünften Platz belegte. Im Gesamtweltcup belegte Kim Meylemans mit 1224 Punkten den siebten Platz. Zum Abschluss der Saison nahm an den Bob- und Skeleton-Weltmeisterschaften 2020 in Altenberg teil und belegte dabei auf den ENSO-Eiskanal den neunten Platz.

## Privates
Kim Meylemans wurde in Deutschland als Tochter belgischer Eltern geboren. Sie ist seit Mai 2024 mit der brasilianischen Sekeltonfahrerin Nicole Silveira verlobt.